# Поєнарій-Апостоль
Поєнарій-Апостоль, Поєнарій-Апостолі (рум. Poienarii Apostoli) — село у повіті Прахова в Румунії. Входить до складу комуни Горгота.
Село розташоване на відстані 37 км на північ від Бухареста, 18 км на південь від Плоєшті, 104 км на південь від Брашова.

## Населення
За даними перепису населення 2002 року у селі проживали 1553 особи, з них 1552 особи (99,9%) румунів. Рідною мовою 1552 особи (99,9%) назвали румунську.